# استیو هارول
استیو هارول (انگلیسی: Steve Harwell; ۹ ژانویهٔ ۱۹۶۷ – ۴ سپتامبر ۲۰۲۳) خواننده و موسیقی‌دان آمریکایی بود. او خواننده اصلی گروه راک اسمش ماوث (Smash Mouth)، از زمان شکل‌گیری آن در سال ۱۹۹۴ تا سال ۲۰۲۱ می باشد که به خاطر مشکلات سلامتی از گروه بازنشسته شد.